# Otto Serényi
Otto hrabě Serényi (německy Otto Johannes Philipp Graf Serényi von Kis Serény) (21. září 1855 Luhačovice – 17. prosince 1927 Brno) byl moravský šlechtic a rakousko-uherský politik. Jako absolvent právnické fakulty se od mládí angažoval v politice, byl dlouholetým poslancem moravského zemského sněmu a říšské rady, v roce 1912 byl jmenován členem Panské sněmovny. V letech 1906–1918 byl moravským zemským hejtmanem a poslední osobností v tomto úřadu před zánikem monarchie. .

## Biografie

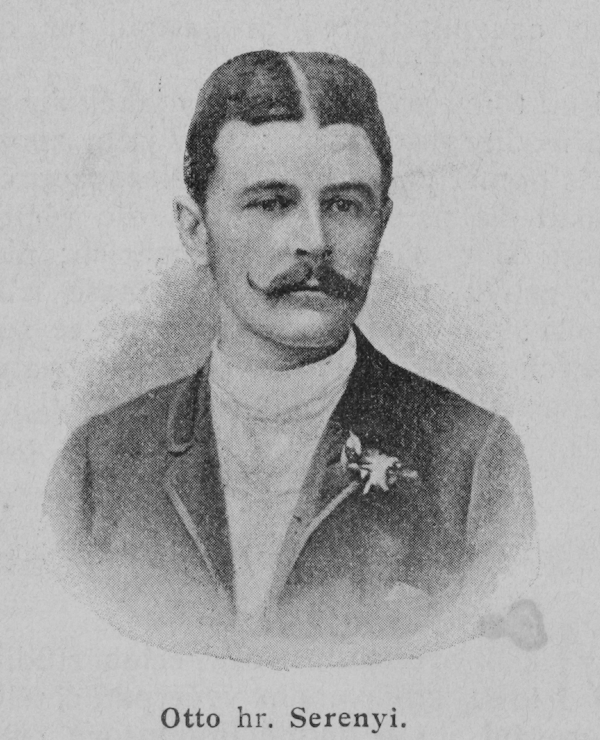
Otto Serényi (1897)

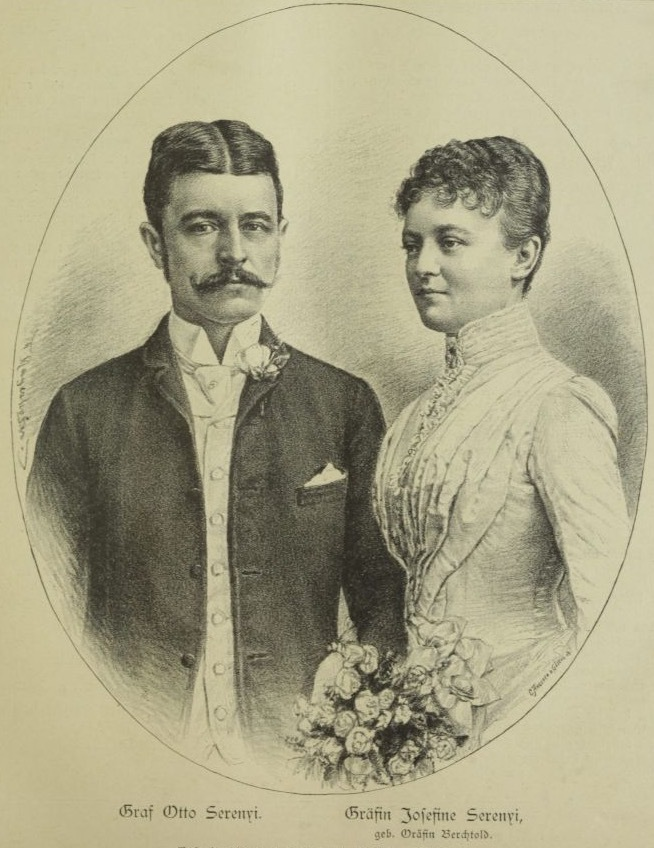
Otto Serényi s první manželkou Josefínou, rozenou Berchtoldovou (1887)

Pocházel ze staré šlechtické rodiny Serényiů, usedlé na Moravě od konce 16. století. Byl synem zemského poslance Gabriela Serényiho (1817–1868) a jeho manželky Henrietty, rozené baronky Hentschelové z Gutschdorfu (1822–1893).
Středoškolské vzdělání získal na Tereziánské akademii ve Vídni, kde maturoval v roce 1873, poté studoval práva na Vídeňské univerzitě a na Karlo-Ferdinandově univerzitě v Praze a následně absolvoval zemědělské obory na Zemědělské akademii v Prószkówě v tehdejším pruském Slezsku. Trvale byl aktivní v politickém životě. Od roku 1885 (uváděno i od roku 1884) byl poslancem Moravského zemského sněmu, kde působil dlouhodobě jako předák Strany konzervativního velkostatku. Od roku 1888 působil rovněž na Říšské radě (celostátní parlament). Do vídeňského parlamentu nastoupil 24. října 1888. Reprezentoval velkostatkářskou kurii v Čechách. Stal se členem Českého klubu, střechové české parlamentní frakce, která sdružovala stoupence českého státoprávního programu z řad staročeských i mladočeských liberálů i šlechticů.
Mandát obhájil za velkostatkářskou kurii ve volbách do Říšské rady roku 1891. Po těchto volbách již ale původní Český klub neexistoval, respektive byl nahrazen dominantním mladočeským zastoupením. Serényi se proto jako konzervativní šlechtic připojil k parlamentní frakci Hohenwartův klub, kterou vedl bývalý předlitavský předseda vlády Karl Sigmund von Hohenwart a která sdružovala především německorakouské konzervativce. Když roku 1894 zemřel Egbert Belcredi, nahradil ho Otto Serényi na pozici předsedy Strany konzervativního velkostatku na Moravě (konzervativně-feudální strana). Poté, co Serényi poslanecký mandát získal i ve volbách do Říšské rady roku 1897, se stal členem Klubu českých velkostatkářů. Zvolen byl do vídeňského parlamentu i ve volbách do Říšské rady roku 1901. V Říšské radě setrval do konce jejího funkčního období, tedy do roku 1907. V roce 1912 byl jmenován dědičným členem rakouské Panské sněmovny (jmenovaná horní komora Říšské rady).

### Moravský zemský hejtman
Politicky zůstával vždy konzervativcem, zastáncem zemského vlastenectví se sympatiemi pro český státoprávní program, současně byl přitom loajální k císařské rodině. Etnicky nebyl vyhraněn, ovládal stejně dobře češtinu i němčinu. V roce 1905 byl spoluautorem tzv. moravského vyrovnání, které stanovilo poměr zastoupení na zemském sněmu podle národnostního složení a stalo se vzorem pro podobné zákonodárné úpravy i v dalších zemích Rakouska-Uherska. Od roku 1906 až do zániku monarchie zastával funkci moravského zemského hejtmana, a byl tak poslední osobností v této funkci. Poprvé byl jmenován 26. prosince 1906, pro další funkční období byl potvrzen po volbách v roce 1913 k datu 11. července. Českou většinou v moravském zemském sněmu byl přijímán mnohem vstřícněji než jeho předchůdce v úřadu hejtmana Felix Vetter z Lilie.
Byl aktivní v četných veřejných spolcích. Zastával post předsedy Moravsko-slezského lesnického spolku a sdružení lesnických škol. Zastával funkci předsedy pobočky ženského spolku Červený kříž v Brně i spolku pro boj tuberkulózou.
Zemřel 17. prosince 1927 v brněnské zemské nemocnici ve věku 72 let. Pohřben byl 20. prosince toho roku na hřbitově v Lomnici.

## Majetkové poměry

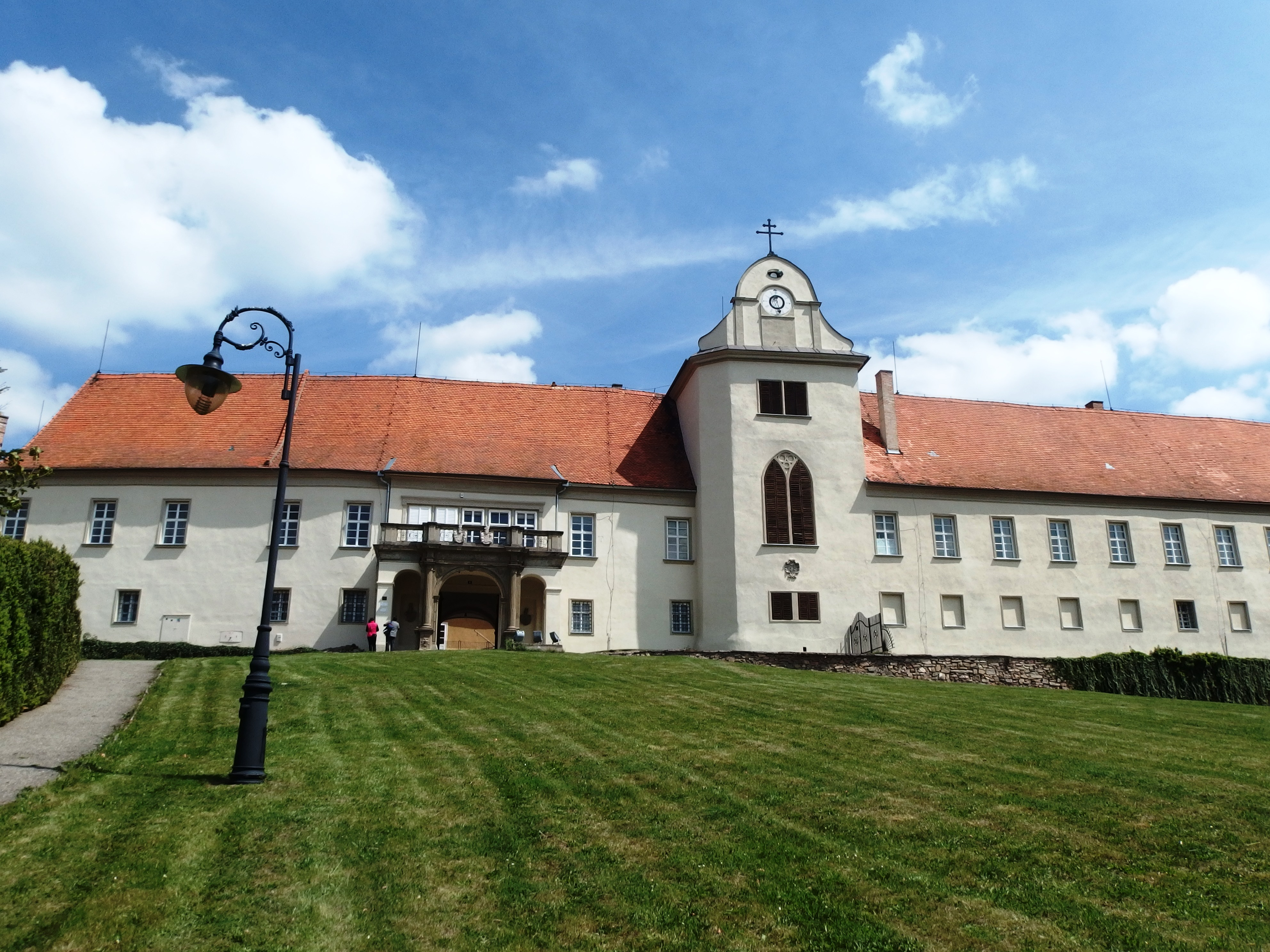
Zámek Lomnice, hlavní sídlo rodu Serényiů

Po otci byl dědicem velkostatku Luhačovice (1868), fakticky správu majetku převzal až po dokončení studií (1879). K luhačovickému velkostatku patřilo 2 443 hektarů půdy, z toho převažovaly lesní porosty. Důležitou položkou v rodovém podnikání bylo luhačovické lázeňství, Otto Serényi ale všechny lázeňské provozy prodal v roce 1902 skupině českých podnikatelů-lékařů. Po bezdětném strýci Aloisovi pak v roce 1893 zdědil velkostatek Lomnice. K němu náleželo 2 402 hektarů půdy, průmyslovými provozy byly mlýn a cihelna v Lomnici nebo vápenka v Čebíně. Lomnický pivovar byl na začátku 20. století prodán společností První brněnský akciový pivovar, a.s. Jako lomnický velkostatkář byl Otto Serényi také podílníkem cukrovaru v Tišnově. Rodovými sídly byly zámek Lomnice a  zámek Luhačovice. Rodina upřednostňovala zámek v Lomnici, který byl blíž k Brnu a počátkem 20. století zde proběhly stavební úpravy. Jako dlouholetý moravský zemský poslanec a zemský hejtman žil Otto Serényi také v Brně, doložena jsou jeho trvalá bydliště na adresách Česká (Rudolfsgasse) č. p. 3 a Jánská (Johannesgasse) č. p. 12.

## Tituly a ocenění
V roce 1886 byl jmenován c. k. komořím a jako zemský hejtman obdržel v roce 1908 titul c. k. tajného rady, s nímž byl spojen nárok na oslovení Excelence. Za zásluhy získal několik ocenění, byl nositelem komturského kříže Řádu Františka Josefa (1902) a velkokříže Řádu Františka Josefa (1913). Za první světové války byl v Brně prezidentem Červeného kříže, díky tomu získal v roce 1916 Vyznamenání za zásluhy o Červený kříž s válečnou dekorací a Válečný kříž Za občanské zásluhy. Dále byl nositelem bavorského Řádu sv. Michaela I. třídy (1914) a německé Medaile Červeného kříže II. třídy (1918).
Jeho jméno nese pramen Ottovka v Luhačovicích objevený v roce 1905 v kamenném sklepení.

## Rodina

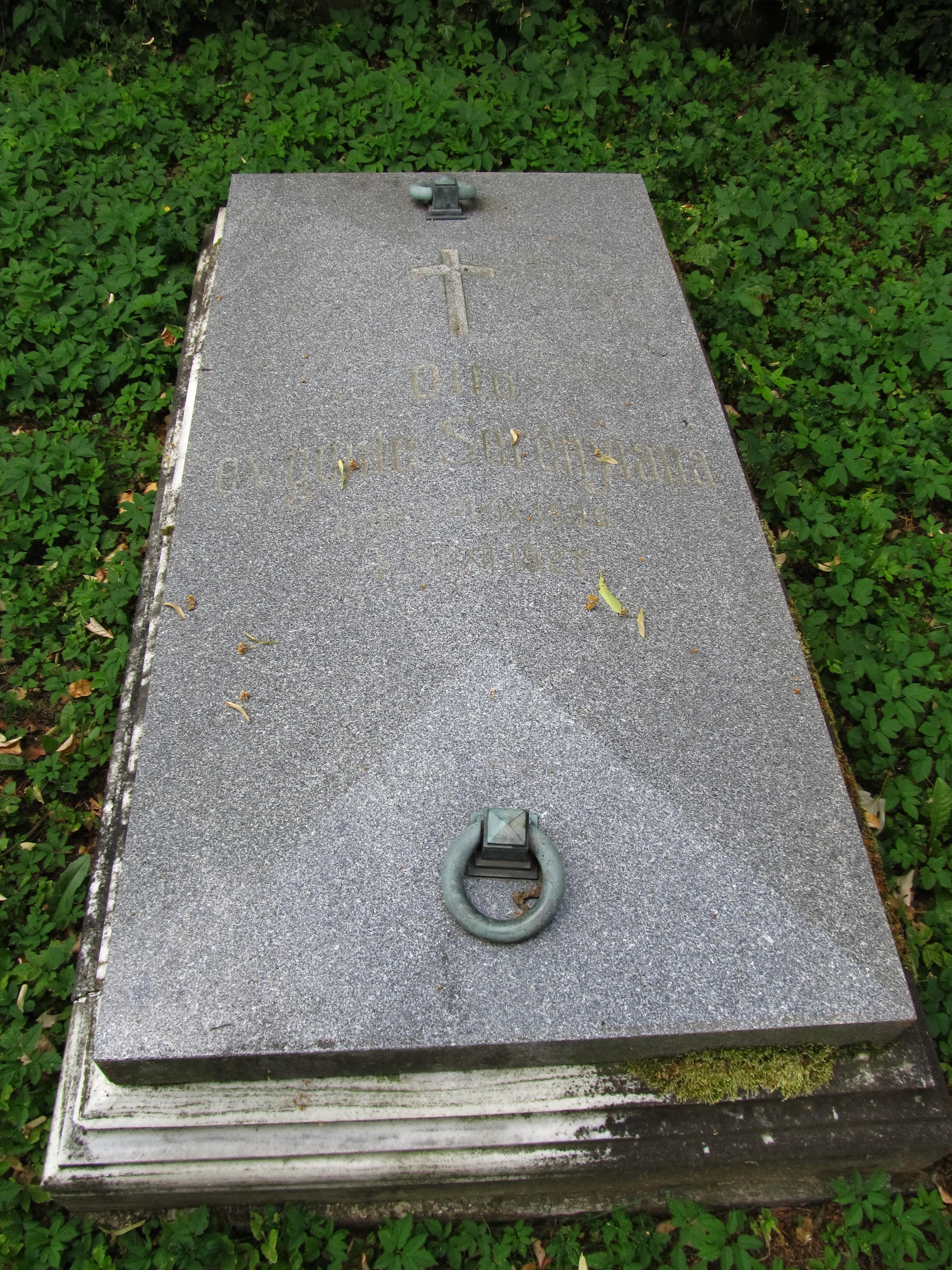
Hrob Otto Serényiho na hřbitově v Lomnici

Dne 22. října 1887 se ve Vídni oženil s hraběnkou Josefínou Berchtoldovou (1862–1888), dcerou hraběte Zikmunda Berchtolda z Uherčic. Mladá hraběnka však zemřela jen necelý rok po svatbě v září 1888. Druhé manželství uzavřel rovněž ve Vídni v listopadu 1892 s hraběnkou Leopoldinou Harrachovou (1872–1917), dcerou Alfreda Karla Harracha. Leopoldina byla později c. k. palácovou dámou, dámou Řádu hvězdového kříže a nositelkou Alžbětina řádu I. třídy. Po matce Anně, rozené Lobkovicové, byla Leopoldina dědičkou rozsáhlých pozemků v Horních Uhrách, na velkostatcích Dúbrava a Zboj v Zemplínské župě jí patřilo téměř 12 000 hektarů půdy. Z druhého manželství se narodily čtyři děti, starší syn Alois zdědil majetek na Moravě, mladší Rudolf převzal po matce statky v Uhrách.
- 1. Alois Maria (13. 9. 1893 Luhačovice – 26. 4. 1957 Vídeň), zvaný Luis, majitel velkostatků Lomnice a Luhačovice, I. manž. 1921 (rozv. 1939) hraběnka Markéta Pálffyová (6. 9. 1902 Březnice – 4. 9. 1979 Salcburk), II. manž. 1939 baronka Suzanne Offermannová (19. 9. 1919 Vídeň – 23. 11. 2003 tamtéž)[26][27]
- 2. Marianna (7. 11. 1894 Lomnice – 1. 12. 1976 Linec), manž. 1918 hrabě Maximilian von und zu Sprinzenstein und Neuhaus (17. 2. 1881 Linec – 6. 9. 1970 Sprinzenstein)[28][29]
- 3. Jindřiška (12. 6. 1896 Lomnice – 9. 10. 1973 Rohrbach), svobodná a bezdětná[28]
- 4. Rudolf (18. 10. 1902 Lomnice – 28. 4. 1954 Wessobrunn), majitel velkostatků Dúbrava a Zboj, manželka Alžběta Ringhofferová (1. 6. 1901 Smíchov – 24. 3. 1968 Vídeň), sňatek 19. 11. 1925 Smíchov [30]

Díky svým dvěma sňatkům měl Otto Serényi blízké příbuzenské vazby na několik vlivných osobností, jeho švagry byli pozdější rakousko-uherský ministr zahraničí Leopold Berchtold nebo politik a mecenáš František Harrach.